# Welsh voetbalelftal in 2006
Het Welsh voetbalelftal speelde in totaal acht interlands in het jaar 2006, waaronder drie wedstrijden in de kwalificatiereeks voor de EK-eindronde 2008 in Oostenrijk en Zwitserland. De selectie stond voor het tweede opeenvolgende jaar onder leiding van bondscoach John Toshack. Hij was de opvolger van Mark Hughes, die opstapte na de 3-2 nederlaag tegen Polen op 13 oktober 2004. Middenvelder Simon Davies van Fulham was in 2006 de enige international van Wales, die in alle negen duels meedeed, van de eerste tot en met de laatste minuut. Op de FIFA-wereldranglijst zakte Wales in 2006 van de 72ste (januari 2006) naar de 73ste plaats (december 2006).

## Balans
| Wedstrijden | Wedstrijden | Wedstrijden | Wedstrijden | Doelpunten | Doelpunten | Doelpunten | Punten |
| Gespeeld    | Winst       | Gelijk      | Verlies     | Voor       | Tegen      | Saldo      | Punten |
| ----------- | ----------- | ----------- | ----------- | ---------- | ---------- | ---------- | ------ |
| 8           | 3           | 2           | 3           | 11         | 11         | 0          | 1.000  |

## Interlands
|                                                              |       |       |          |                                                                                        |
| 1 maart Vriendschappelijk № 537 «onderlinge duels» 20:00 uur | Wales | 0 – 0 | Paraguay | Millennium Stadium, Cardiff Toeschouwers: 12.324 Scheidsrechter: Dougie McDonald (SCO) |
| 1 maart Vriendschappelijk № 537 «onderlinge duels» 20:00 uur |       |       |          | Millennium Stadium, Cardiff Toeschouwers: 12.324 Scheidsrechter: Dougie McDonald (SCO) |

|                                                             |                                         |       |                    |                                                                         |
| 27 mei Vriendschappelijk № 538 «onderlinge duels» 17:15 uur | Wales                                   | 2 – 1 | Trinidad en Tobago | UPC Arena, Graz Toeschouwers: 8.000 Scheidsrechter: Stefan Meßner (AUT) |
| 27 mei Vriendschappelijk № 538 «onderlinge duels» 17:15 uur | Robert Earnshaw 38' Robert Earnshaw 87' |       | 32' Stern John     | UPC Arena, Graz Toeschouwers: 8.000 Scheidsrechter: Stefan Meßner (AUT) |

|                                                                  |       |       |           |                                                                                  |
| 15 augustus Vriendschappelijk № 539 «onderlinge duels» 19:45 uur | Wales | 0 – 0 | Bulgarije | Liberty Stadium, Swansea Toeschouwers: 8.200 Scheidsrechter: Joseph Attard (MLT) |
| 15 augustus Vriendschappelijk № 539 «onderlinge duels» 19:45 uur |       |       |           | Liberty Stadium, Swansea Toeschouwers: 8.200 Scheidsrechter: Joseph Attard (MLT) |

|                                                                |                                   |       |                           |                                                                                  |
| 2 september EK-kwalificatie № 540 «onderlinge duels» 19:15 uur | Tsjechië                          | 2 – 1 | Wales                     | Na Stinadlech, Teplice Toeschouwers: 16.204 Scheidsrechter: Jonas Eriksson (SWE) |
| 2 september EK-kwalificatie № 540 «onderlinge duels» 19:15 uur | David Lafata 76' David Lafata 89' |       | 85' (e.d.) Martin Jiránek | Na Stinadlech, Teplice Toeschouwers: 16.204 Scheidsrechter: Jonas Eriksson (SWE) |

|                                                                  |       |                             |          |                                                                               |
| 5 september Vriendschappelijk № 541 «onderlinge duels» 19:30 uur | Wales | 0 – 2                       | Brazilië | White Hart Lane, Londen Toeschouwers: 22.008 Scheidsrechter: Mike Riley (ENG) |
| 5 september Vriendschappelijk № 541 «onderlinge duels» 19:30 uur |       | 61' Marcelo 74' Vágner Love |          | White Hart Lane, Londen Toeschouwers: 22.008 Scheidsrechter: Mike Riley (ENG) |

|                                                              |                 |       |                                                                                          |                                                                                        |
| 7 oktober EK-kwalificatie № 542 «onderlinge duels» 15:00 uur | Wales           | 1 – 5 | Slowakije                                                                                | Millennium Stadium, Cardiff Toeschouwers: 28.493 Scheidsrechter: Dick van Egmond (NED) |
| 7 oktober EK-kwalificatie № 542 «onderlinge duels» 15:00 uur | Gareth Bale 37' |       | 14' Dušan Švento 32' Marek Mintál 38' Marek Mintál 51' Miroslav Karhan 59' Róbert Vittek | Millennium Stadium, Cardiff Toeschouwers: 28.493 Scheidsrechter: Dick van Egmond (NED) |

|                                                               |                                                        |       |                   |                                                                                     |
| 11 oktober EK-kwalificatie № 543 «onderlinge duels» 20:00 uur | Wales                                                  | 3 – 1 | Cyprus            | Millennium Stadium, Cardiff Toeschouwers: 20.456 Scheidsrechter: Jacek Granat (POL) |
| 11 oktober EK-kwalificatie № 543 «onderlinge duels» 20:00 uur | Jason Koumas 33' Robert Earnshaw 39' Craig Bellamy 72' |       | 83' Yiannis Okkas | Millennium Stadium, Cardiff Toeschouwers: 20.456 Scheidsrechter: Jacek Granat (POL) |

|                                                                  |                                                                        |       |               |                                                                                 |
| 14 november Vriendschappelijk № 544 «onderlinge duels» 19:30 uur | Wales                                                                  | 4 – 0 | Liechtenstein | Racecourse Ground, Wrexham Toeschouwers: 8.752 Scheidsrechter: Luc Wilmes (LUX) |
| 14 november Vriendschappelijk № 544 «onderlinge duels» 19:30 uur | Jason Koumas 8' Jason Koumas 14' Craig Bellamy 76' Chris Llewellyn 89' |       |               | Racecourse Ground, Wrexham Toeschouwers: 8.752 Scheidsrechter: Luc Wilmes (LUX) |

## FIFA-wereldranglijst
| JAN | FEB | MAR | APR | MEI | JUN | JUL | AUG | SEP | OKT | NOV | DEC |
| --- | --- | --- | --- | --- | --- | --- | --- | --- | --- | --- | --- |
| 72  | 74  | 76  | 74  | 74  | 74  | 58  | 58  | 56  | 77  | 73  | 73  |

## Statistieken
| Paul Jones      | 1967-04-19 | Queen's Park Rangers | 5 | 0 | 0 | 50 | 0  |
| Jason Brown     | 1982-05-18 | Blackburn Rovers     | 2 | 0 | 0 | 2  | 0  |
| Lewis Price     | 1984-07-19 | Ipswich Town         | 1 | 1 | 0 |    |    |
| Glyn Garner     | 1976-12-09 | Leyton Orient        | 0 | 1 | 0 | 1  | 0  |
| Verdediging     |            |                      |   |   |   |    |    |
| Danny Gabbidon  | 1979-08-08 | West Ham United      | 7 | 0 | 0 |    |    |
| Lewin Nyatanga  | 1988-08-18 | Barnsley FC          | 6 | 2 | 0 |    |    |
| James Collins   | 1983-08-23 | West Ham United      | 5 | 0 | 0 |    |    |
| Richard Duffy   | 1985-08-30 | Swansea City         | 4 | 1 | 0 |    |    |
| Sam Ricketts    | 1981-10-11 | Hull City            | 4 | 1 | 0 |    |    |
| Rob Edwards     | 1982-12-25 | Wolverhampton W.     | 2 | 3 | 0 |    |    |
| Mark Delaney    | 1976-05-13 | Aston Villa FC       | 2 | 0 | 0 |    |    |
| Steve Evans     | 1979-02-26 | Wrexham FC           | 1 | 0 | 0 |    |    |
| Craig Morgan    | 1985-06-16 | Peterborough United  | 1 | 0 | 0 |    |    |
| David Partridge | 1978-11-26 | Swindon Town         | 1 | 0 | 0 |    |    |
| Middenveld      |            |                      |   |   |   |    |    |
| Simon Davies    | 1979-10-23 | Fulham FC            | 8 | 0 | 0 |    |    |
| Carl Robinson   | 1976-10-13 | Norwich City         | 7 | 1 | 0 |    |    |
| Ryan Giggs      | 1973-11-29 | Manchester United    | 5 | 0 | 0 |    |    |
| Carl Fletcher   | 1980-04-07 | Crystal Palace       | 4 | 2 | 0 |    |    |
| Jason Koumas    | 1979-09-20 | West Bromwich Albion | 4 | 0 | 3 |    |    |
| Gareth Bale     | 1989-07-16 | Southampton FC       | 3 | 1 | 1 | 4  | 1  |
| Joe Ledley      | 1987-01-23 | Cardiff City         | 1 | 7 | 0 |    |    |
| David Cotterill | 1987-12-04 | Wigan Athletic       | 1 | 4 | 0 |    |    |
| David Vaughan   | 1983-02-18 | Crewe Alexandra      | 1 | 2 | 0 |    |    |
| Andrew Crofts   | 1984-05-29 | Gillingham FC        | 0 | 3 | 0 |    |    |
| Paul Parry      | 1980-08-19 | Cardiff City         | 0 | 3 | 0 |    |    |
| Chris Llewellyn | 1979-08-29 | Wrexham FC           | 0 | 1 | 1 |    |    |
| Arron Davies    | 1984-06-22 | Yeovil Town          | 0 | 1 | 0 | 1  | 0  |
| Mark Jones      | 1984-08-15 | Wrexham FC           | 0 | 1 | 0 |    |    |
| Aanval          |            |                      |   |   |   |    |    |
| Craig Bellamy   | 1979-07-13 | Liverpool FC         | 7 | 0 | 2 | 41 | 11 |
| Robert Earnshaw | 1981-04-06 | Norwich City         | 6 | 2 | 3 |    |    |
| Craig Davies    | 1986-01-09 | Wolverhampton W.     | 0 | 2 | 0 |    |    |

FAW · A-internationals · Bondscoaches · Statistieken · Welsh vrouwenelftal · Brits olympisch elftal · Wales U21 · Wales U20 · Wales U19 · Wales U18 · Wales U17 · Wales U16
1876 – 1899 ·
1900 – 1919 ·
1920 – 1929 ·
1930 – 1939 ·
1940 – 1949 ·
1950 – 1959 ·
1960 – 1969 ·
1970 – 1979 ·
1980 – 1989 ·
1990 – 1999 ·
2000 – 2009 ·
2010 – 2019 ·
2020 − 2029
EK 2016 · 
EK 2020
WK 1958
1876 · 
1877 · 
1878 · 
1879 · 
1880 · 
1881 · 
1882 · 
1883 · 
1884 · 
1885 · 
1886 · 
1887 · 
1888 · 
1889 · 
1890 · 
1891 · 
1892 · 
1893 · 
1894 · 
1895 · 
1896 · 
1897 · 
1898 · 
1899 · 
1900 · 
1901 · 
1902 · 
1903 · 
1904 · 
1905 · 
1906 · 
1907 · 
1908 · 
1909 · 
1910 · 
1911 · 
1912 · 
1913 · 
1914 · 
1915 · 1916 · 1917 · 1918 · 1919 · 
1920 · 
1921 · 
1922 · 
1923 · 
1924 · 
1925 · 
1926 · 
1927 · 
1928 · 
1929 · 
1930 · 
1931 · 
1932 · 
1933 · 
1934 · 
1935 · 
1936 · 
1937 · 
1938 · 
1939 · 
1940 · 1941 · 1942 · 1943 · 1944 · 1945 · 
1946 · 
1947 · 
1948 · 
1949 · 
1950 · 
1952 · 
1952 · 
1953 · 
1954 · 
1955 · 
1956 · 
1957 · 
1958 · 
1959 · 
1960 · 
1961 · 
1962 · 
1963 · 
1964 · 
1965 · 
1966 · 
1967 · 
1968 · 
1969 · 
1970 · 
1971 · 
1972 · 
1973 · 
1974 · 
1975 · 
1976 · 
1977 · 
1978 · 
1979 · 
1980 · 
1981 · 
1982 · 
1983 · 
1984 · 
1985 · 
1986 · 
1987 · 
1988 · 
1989 · 
1990 · 
1991 · 
1992 · 
1993 · 
1994 · 
1995 · 
1996 · 
1997 · 
1998 · 
1999 · 
2000 · 
2001 · 
2002 · 
2003 · 
2004 · 
2005 · 
2006 · 
2007 · 
2008 · 
2009 · 
2010 · 
2011 · 
2012 · 
2013 · 
2014 · 
2015 · 
2016 · 
2017 ·
2018 ·
2019 ·
2020 ·
2021 ·
2022 ·
2023
Albanië ·
Andorra ·
Argentinië ·
Armenië ·
Australië ·
Azerbeidzjan ·
België ·
Bosnië en Herzegovina ·
Brazilië ·
Bulgarije ·
Canada ·
Chili ·
China ·
Costa Rica ·
Cyprus ·
DDR ·
Denemarken ·
Duitsland ·
Engeland ·
Estland ·
Faeröer ·
Finland ·
Frankrijk ·
Georgië ·
Gibraltar ·
Griekenland ·
Hongarije ·
Ierland ·
IJsland ·
Iran ·
Israël ·
Italië ·
Jamaica ·
Japan ·
Joegoslavië ·
Kazachstan ·
Koeweit ·
Kroatië ·
Letland ·
Liechtenstein ·
Luxemburg ·
Malta ·
Mexico ·
Moldavië ·
Montenegro ·
Nederland ·
Nieuw-Zeeland ·
Noord-Ierland ·
Noord-Macedonië ·
Noorwegen ·
Oekraïne ·
Oostenrijk ·
Panama ·
Paraguay ·
Polen ·
Portugal · 
Qatar ·
Roemenië ·
Rusland ·
San Marino ·
Saoedi-Arabië ·
Schotland ·
Servië ·
Servië en Montenegro ·
Slovenië ·
Slowakije ·
Sovjet-Unie ·
Spanje ·
Trinidad & Tobago ·
Tsjechië ·
Tsjecho-Slowakije ·
Tunesië ·
Turkije ·
Uruguay ·
Verenigde Staten ·
Wit-Rusland ·
Zuid-Korea ·
Zweden ·
Zwitserland
Engeland (2016) · 
Denemarken (2021) · 
Italië (2021) · 
Rusland (2016) ·
Slowakije (2016) · 
Turkije (2021) · 
Zwitserland (2021)